# Nova (Einkaufszentrum)

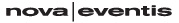
Altes Logo

Nova ist ein Einkaufs- und Erlebniszentrum, das sich im Leunaer Stadtteil Günthersdorf zwischen Leipzig und Halle (Saale) an der A9 befindet. Mit einer Verkaufsfläche von 76.000 m², 160 Fachgeschäften und über 7000 Parkplätzen gehört es zu den größten Einkaufszentren der Region Leipzig-Halle.

## Geschichte
Das Einkaufszentrum Nova entstand aus dem ehemaligen Saale-Park. Die Umbauarbeiten begannen 2003. Nach zehnmonatiger Bauzeit wurde 2004 der erste von vier Bauabschnitten fertiggestellt und der Saale-Park in Nova Eventis umbenannt. Am 15. März 2006 wurde schließlich der dritte Bauabschnitt eröffnet und im Herbst des gleichen Jahres waren die Arbeiten abgeschlossen. Bis zu 600 Menschen waren mit der Errichtung des Großprojekts beschäftigt. In den groß angelegten Umbau wurden 170 Millionen Euro investiert.
Zusammen mit anderen Großprojekten (zwei Möbelhäuser, einem Autohaus sowie einem heute geschlossenen Großhandelsmarkt) wurde in 15 Jahren eine vorher landwirtschaftlich genutzte Fläche von 500 ha komplett neu bebaut. Bauherr und Investor war die Deka Immobilien Investment GmbH. Eigentümer war die Prejan Enterprises Ltd. aus England. Für die Generalplanung, Vermietung und die Verwaltung ist die ECE aus Hamburg verantwortlich, der europäische Marktführer im Management von Einkaufszentren. Mit Nova Eventis wurden rund 1.500 Arbeitsplätze geschaffen. Damit war es eines der größten Entwicklungsprojekte in der Region Leipzig-Halle. Im Mai 2017 erfolgte für 200 Millionen Euro der Verkauf des Zentrums an die US-amerikanischen Gesellschaften Ares Management und Baupost-Group. Ab Mitte 2019 fand ein weiterer Umbau statt, Dem Center wurde ein neuer Look und gleichzeitig auch ein neuer Namen und ein neues Logo verpasst: aus nova|eventis wurde Nova.

## Gegenwart
Das Zentrum besteht aus zwei parallel verlaufenden Ladenstraßen, Schaufenstern auf insgesamt 3.000 Metern und drei ellipsenförmigen Veranstaltungshallen. Das Nova hat ein Einzugsgebiet von 2,7 Millionen Menschen. Des Weiteren befindet sich im Einkaufszentrum ein Gastronomiebereich (Food-Court) mit mehr als 500 Sitzplätzen. Direkt vor dem Center sind eine Wasserlandschaft, die im Winter als Eisbahn genutzt wird, ein Skater-Parcours, ein Indoor-Kletterwald und ein Kino zu finden. „Das verrückte Haus“ auf dem Parkplatz vor dem Einkaufszentrum kann täglich besichtigt werden.
Benachbart sind zwei Möbelhäuser: Höffner hat in Günthersdorf einen seiner 19 deutschen Standorte, IKEA einen von 51.

## Galerie

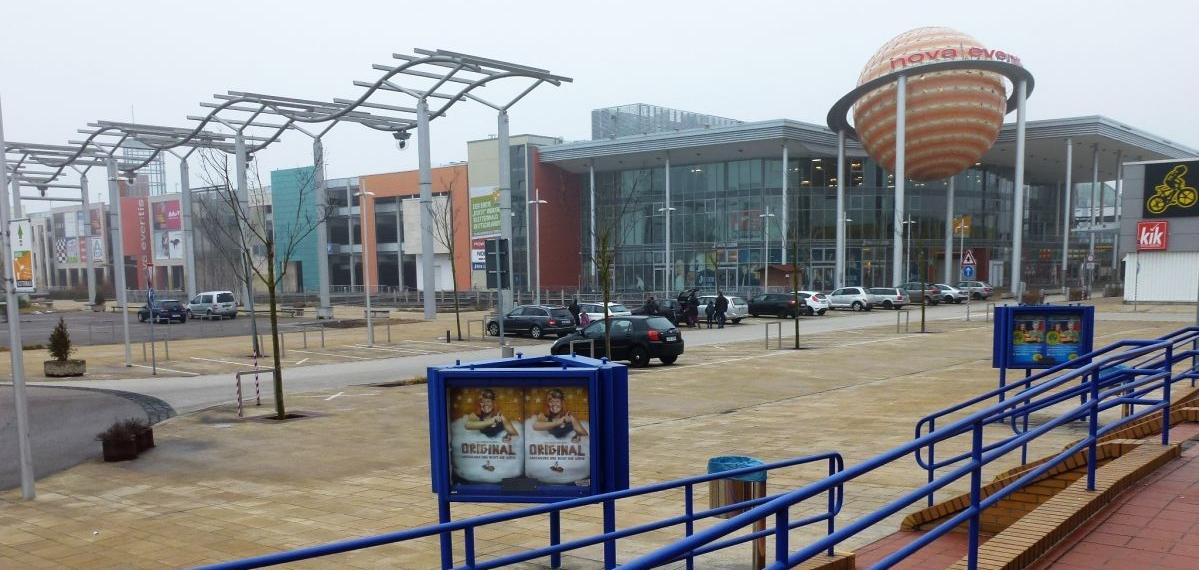
Außenansicht
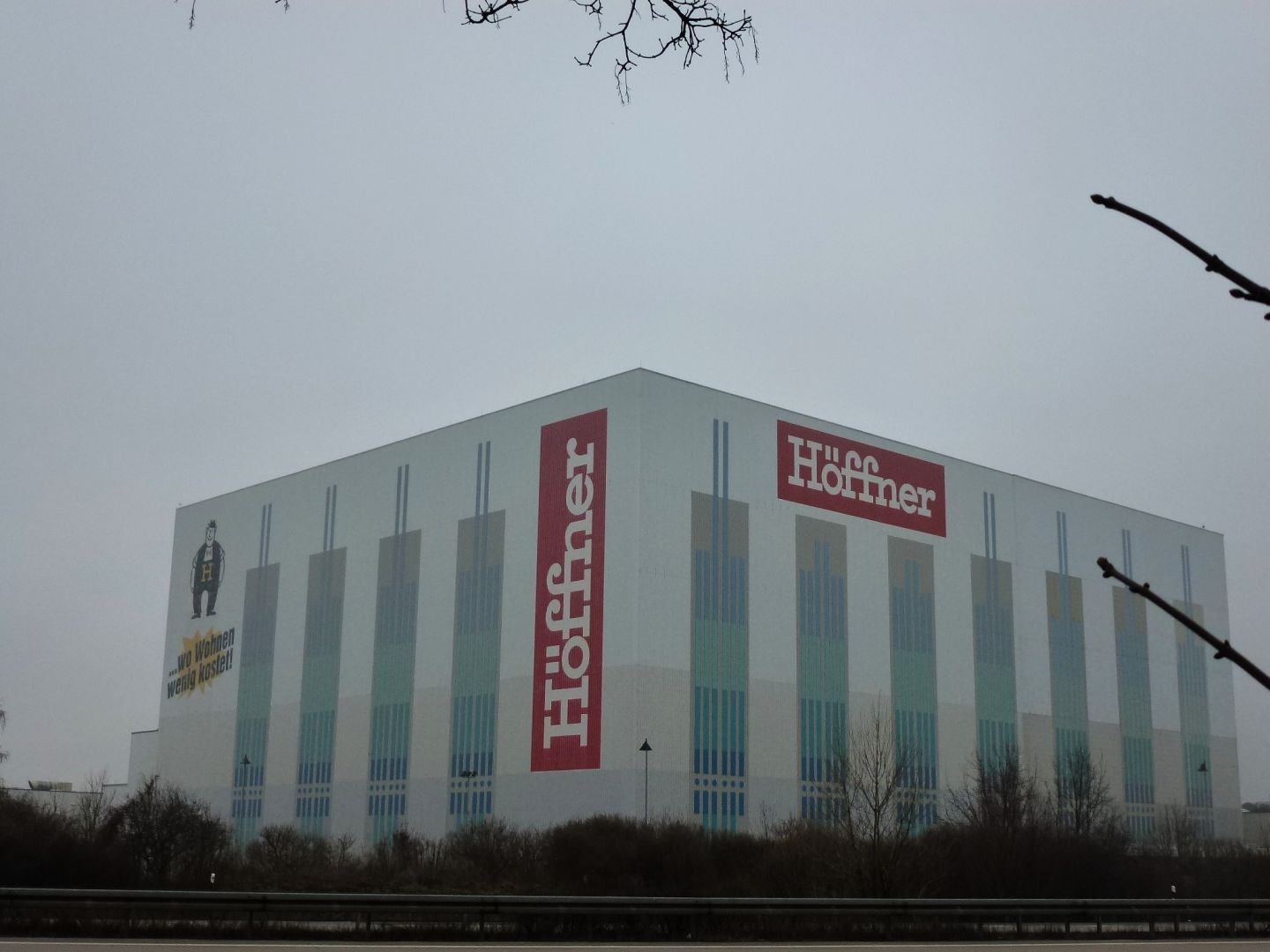
Das Möbelhaus als weithin sichtbares Erkennungsmerkmal
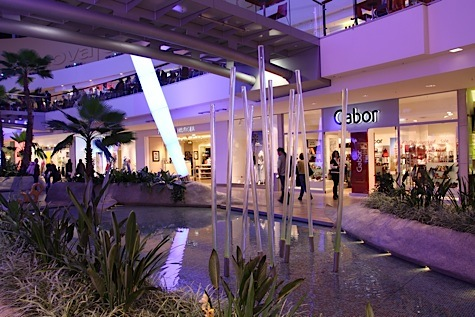
Innenansicht des Nova Eventis
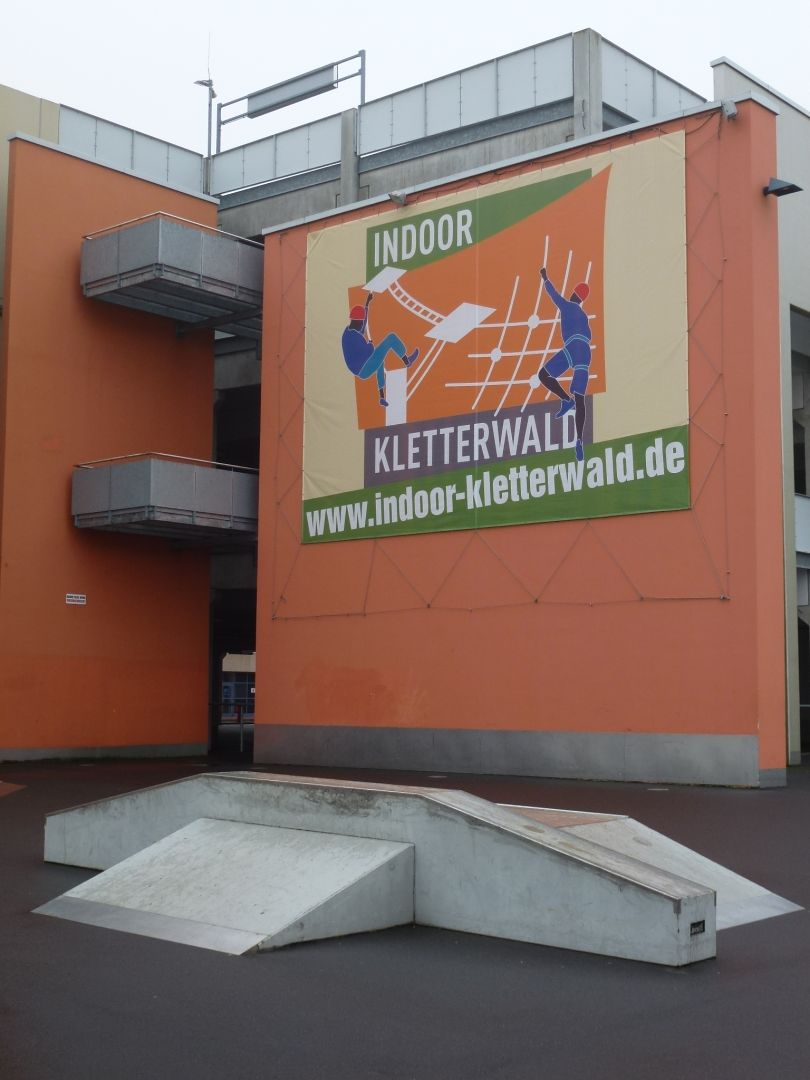
Skater-Parcours und Werbung für den Kletterwald am Parkhaus
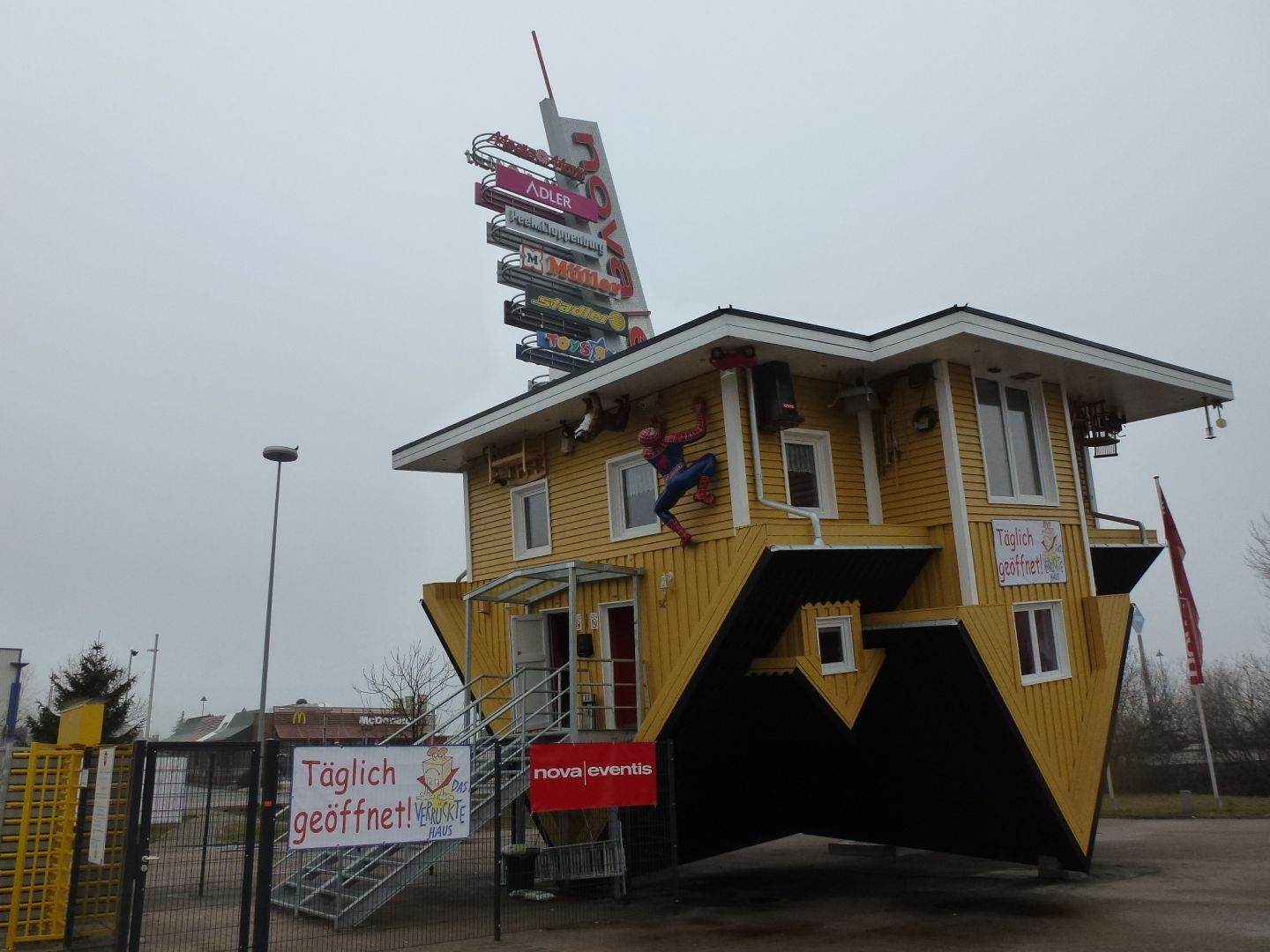
„Das verrückte Haus“